# Selenografija
Selenografija (grč. σελήνη, seléne »Mjesec« + -logija) proučavanje je površinskih i fizičkih karakteristika Mjeseca. Povijesno gledano, glavni je interes selenografa kartografiranje i imenovanje Mjesečevih mora, kratera, planinskih lanaca i drugih reljefnih oblika.

## Koordinate
Selenografska širina (sjeverna i južna) računa se od Mjesečeva ekvatora, od 0° do 90°. 
Selenografska dužina računa se od središnjeg meridijana. Istočna dužina od 0° do 180° na Mjesečev istok (prema Moru kriza), zapadna dužina (prema Moru oluja) od 0° do 180° na Mjesečev zapad.

## Povijesni razvoj
Prve karte bliže strane Mjeseca izrađene su početkom 17. stoljeća. Primjenom fotografskih tehnika u 19. i 20. stoljeću, dobivene su mnogo detaljnije karte. 
Kada je sovjetska letjelica Luna 3 snimila 1959. dio udaljenije strane Mjeseca započelo je kartografiranje i te strane. Veći krateri na Mjesecu nose imena znamenitih osoba od kojih su većina znanstvenici. Među njima nalaze se hrvatski znanstvenici: Bošković, Tesla, Mohorovičić i Brener.
Kartografiranje je danas završeno. Pomoću letjelica u orbiti oko Mjeseca snimljene fotografije visoke razlučivosti. Ipak, neka područja su i danas manje poznata (pogotovo u blizini polova), a točan položaj reljefnih oblika uvijek se može još točnije odrediti.